# Hrabstwo Union (Oregon)
Hrabstwo Union (ang. Union County) – hrabstwo w stanie Oregon w Stanach Zjednoczonych. Obszar całkowity hrabstwa obejmuje powierzchnię 2038,55 mil² (5279,82 km²). Według szacunków United States Census Bureau w roku 2009 miało 25 038 mieszkańców.
Hrabstwo powstało w 1864 roku.

## Miejscowości[4]
- Cove
- Elgin
- Imbler
- Island City
- La Grande
- North Powder
- Summerville
- Union